# Моркен, Сверре
Све́рре Мо́ркен (норв. Sverre Morken; род. 19 апреля 1945 года, Фоллдал, Хедмарк) — норвежский художник, гравёр, автор новой версии национального герба (1992), многочисленных банкнот и почтовых марок Норвегии.

С. Моркен (1992): стилизованная версия герба Норвегии

## Биография
Сверре вырос на небольшой ферме в Фоллдале, рядом с горным массивом Рондане. В 1977 году он переехал в Ниттедал. В молодости он побыл в плаваниях на Дальний Восток и в Австралию. Затем учился в Осло резьбе по дереву и оформлению книг.
С 1972 года Моркен работал в Банке Норвегии (англ. Norges Bank), в подразделении по изготовлению денежных знаков, где отвечал за дизайн и гравировку лицевой стороны банкнот.

С. Моркен (1997): К. Флагстад, 100 крон

Когда потребовалось переработать национальный герб Норвегии, эту задачу поручили Моркену. Его дизайн герба с 1992 года используется правительством страны в качестве официального изображения государственного символа Норвегии.
Моркен имеет студию и галерею в Норд-Атндалене (Nord-Atndalen). В настоящее время находится на пенсии.

## Творчество
Сверре Моркен является автором действующей седьмой серии банкнот Норвегии, эмитируемой с 1994 года, на которых изображены видные деятели норвежской культуры:
- 50 крон (1997) — фольклорист Петер Асбьёрнсен,
- 100 крон (1997) — оперная певица Кирстен Флагстад,
- 200 крон (1994) — учёный Кристиан Биркеланд (англ. Kristian Birkeland),
- 500 крон (1999) — писательница, лауреат Нобелевской премии Сигрид Унсет и
- 1000 крон (2001) — художник Эдвард Мунк.

С. Моркен (2001): Э. Мунк, 1000 крон

Примером того, как Моркен работал над рисунками банкнот, может служить сюжет 50-кроновой купюры, на которой запечатлён собиратель народных сказок Петер Кристен Асбьёрнсен. На заднем плане изображены лес и отражения воды — мотивы, которые можно увидеть в природе Ниттедала. Они были навеяны художнику сказкой Асбьёрнсена «Летняя ночь в Крогскогене» (англ. Krokskogen) и одновременно создают ассоциации с профессией лесника, каковую имел писатель. Моркен часто прибегал в своём творчестве к ниттедалским и похожим мотивам. Таковыми, например, являются марки с изображением сельского почтальона Роара Рамстада (Roar Ramstad) на фоне деревушки Маго и каменщика Ролла Моландера (Roll Molander) в каменоломнях (англ. Gjelleråsen).

Серия стандартных марок Норвегии «Почтовый рожок»: миниатюры среднего (1997) и нижнего (2005) рядов гравировал С. Моркен

29 июня 2004 года Сверре Моркен получил золотую Королевскую медаль заслуг (Kongens fortjenstmedalje). Он был удостоен этой награды за свои достижения в области искусства и дизайна. Созданные им банкноты стали значительным вкладом в графическое искусство денежных знаков Норвегии, а почтовые марки снискали международное признание благодаря их высокому художественному уровню и часто приводятся в качестве примеров эстетического дизайна.

## Работа над почтовыми марками
На протяжении более 30 лет С. Морген гравировал почтовые марки для государственной почтовой службы Posten Norge, и многие норвежские марки, выходившими из-под его руки, признавались одними из самых красивых в мире.
За 30 с лишним лет Моркеном разработано более 150 марок, что составляет около 10 % от всех норвежских марок, выпускавшихся с 1855 года. Например, он причастен к многолетней истории стандартных марок Норвегии «Почтовый рожок». Для этой серии Моркен выполнил миниатюры отпечатанных офсетным способом выпусков 1997, 2001, 2005 и 2010 годов.
Создание художником марок отмечено рядом международных наград. В 1994 году он был награждён престижной международной премией Роберта Штольца, присуждаемой за лучшую почтовую марку предыдущего года по музыкальной тематике. Такую высокую оценку Моркен получил за серию из двух марок марок Норвегии 1993 года «150 лет со дня рождения Эдварда Грига»  (Mi #1125—1126; Sc #1038—1039). В 2003 году Сверре Моркену доверили честь подготовить к выпуску марку, посвященную 100-летию учреждения Нобелевской премии. Вместе с Энцо Фингером он также получил «Премию за отличие в дизайне» («Merket for God Design») — за рисунок марки, выходившей в ознаменование дня рождения короля Улафа V.